# Intelligenter Werkstoff
Unter intelligenten Werkstoffen (engl. auch Smart Materials oder Responsive Materials) werden im engeren Sinne Materialien verstanden, die speziell entwickelt wurden, um in bestimmter Weise selbstständig auf sich verändernde Umgebungsbedingungen zu reagieren (z. B. Temperaturerhöhungen, mechanische Belastung, pH-Wert). Im weiteren Sinne gehören alle Werkstoffe dazu, deren Eigenschaften durch aktive Steuerung (z. B. über eine elektrische Spannung) auf eine Weise beeinflusst werden können, wie es mit gewöhnlichen Materialien nicht möglich ist.

## Beispiele intelligenter Werkstoffe
Als Beispiele für intelligente Werkstoffe können
- elektro-/magneto-/optorheologische Materialien,
- Piezoelektrika,
- OLEDs,
- Mikro-/Nanokapseln,
- Chromogene Materialien (elektrochromer, photochromer und thermochromer),
- smarte Hydrogele,
- Kohlenstoffnanoröhren,
- Formgedächtnismaterialien, dazu gehören Formgedächtnislegierungen, Formgedächtnispolymere sowie Formgedächtniskeramiken
- elektrostriktive und magnetostriktive Materialien

aufgeführt werden.

## Anwendungsbeispiele
Anwendung in der Praxis finden intelligente Werkstoffe z. B. in der Automobilindustrie. Magnetorheologische Flüssigkeiten werden beispielsweise in Stoßdämpfern eingesetzt, deren Dämpfungseigenschaften aktiv eingestellt werden können oder sich selbst den Straßenbedingungen anpassen.
Piezoelektrika sowie Formgedächtnislegierungen kommen in Aktuatoren zum Einsatz. Ein weiteres relevantes Einsatzfeld von Formgedächtnislegierungen ist die Medizintechnik. Chromogene Materialien werden in Fensterscheiben eingesetzt, welche sich im Falle elektrochromer Materialien aktiv verdunkeln lassen und im Falle photo- oder thermochromer Materialien selbständig bei Sonneneinfall ihre Transparenz verändern. Auch im Flugzeugbau gibt es einige F&E-Programme, wie z. B. das Morphing Aircraft Structures und das Smart Wing Programm der DARPA und NASA, bei denen Intelligente Werkstoffe verwendet werden.